# Steven Davidas
Steven Christopher Davidas (Bouillante; 17 de marzo de 1992) es un futbolista de guadalupeño que juega en la posición de Mediocampo con el Amical Club Marie Galante de la División de Honor de Guadalupe.

## Selección nacional
Debutó con Guadalupe el 3 de marzo de 2012 en la victoria por 1-2 sobre Martinica, en un partido amistoso. El 16 de junio de 2023 marcaría su primer gol con la selección ante Antigua y Barbuda en el partido de clasificación para la Copa de Oro 2023.